# Пресил
Пресил (мкд. Пресил) је насеље у Северној Македонији, у западном делу државе. Пресил припада општини Крушево.

## Географија
Насеље Пресил је смештено у западном делу Северне Македоније. Од најближег већег града, Прилепа, насеље је удаљено 30 km западно.
Пресил се налази на западном ободу Пелагоније, највеће висоравни Северне Македоније. Насељски атар је на истоку равничарски, док се ка западу издижу најјужнија брда Бушеве планине. Јужно од насеља протиче Црна река, која на датом месту из планинског улази у равничарски предео Пелагоније. Надморска висина насеља је приближно 640 метара.
Клима у насељу је континентална.

## Становништво
По попису становништва из 2002. године Пресил је имао 444 становника. 
Претежно становништво у насељу су Албанци (88%), док су у мањини Турци (7%) и етнички Македонци (5%). До прве половине 20. века искључиво становништво у насељу били су Турци, који су потом спонтано иселили у матицу.
Већинска вероисповест у насељу је ислам, а мањинска православље.